# بخش حویق
بخش حویق یکی از بخش‌های شهرستان تالش در استان گیلان در شمال ایران است.

## تقسیمات کشوری
- بخش حویق
  - دهستان حویق
  - دهستان چوبر
  - دهستان شیراباد

شهرها: حویق و چوبر.

## جمعیت
بنابر سرشماری مرکز آمار ایران، جمعیت بخش حویق شهرستان طوالش در سال ۱۳۸۵ برابر با ۳۰۶۳۲ نفر بوده‌است.